# Șmidtivka, Berezanka
Șmidtivka (în ucraineană Шмідтівка) este un sat în comuna Matiasove din raionul Berezanka, regiunea Mîkolaiiv, Ucraina.

## Demografie
Componența lingvistică a localității Șmidtivka
     Ucraineană (47,37%)
     Rusă (10,53%)
Conform recensământului din 2001, nu exista o limbă vorbită de majoritatea populației, aceasta fiind compusă din vorbitori de ucraineană (47,37%) și rusă (10,53%).